# Índice de la ropa interior para hombres
El índice de la ropa interior para hombres (en inglés, Men's underwear index) es un indicador económico que supuestamente es capaz de detectar el comienzo de una recuperación de una recesión económica. Se basa en que la ropa interior es una necesidad básica en tiempos de estabilidad económica y la demanda es estable.  Durante una grave recesión, la demanda de esta prenda se ve reducida porque las compras de este producto son aplazadas.   Como consecuencia, se dice que los precios de la ropa interior para hombres podrían ser un buen indicador del nivel de gasto discrecional de la población.
Este indicador es conocido por haber sido empleado por el expresidente de la Reserva Federal estadounidense, Alan Greenspan.